# FN FNC
FN FNC (fra. Fabrique Nationale de Herstal Fusil Nouveau type Carabine) je jurišna puška kalibra 5.56 mm koju je razvio belgijski proizvođač oružja Fabrique Nationale de Herstal te ju predstavio krajem 1970-ih.

## Razvoj
Puška FN FNC se razvijala u razdoblju između 1975. i 1977. nakon što je NATO objavio natječaj za uvođenje nove puške. Dizajn puške je temeljen na prototipu FNC 76 koji je vezan za neupješni model FN CAL. Sam FNC je kasnije povučen iz natjecanja zbog slabih performansi. Kasnije je tvrtka FN Herstal na javnom natječaju kojeg je objavila švedska vojska (1981. – 1982.) predstavila poboljšani prototip FNC-a koja je najprije impresionirala švedsku a pri povratku kući i domaću belgijsku vojsku. Švedska vojska je u konačnici na temelju licence počela proizvoditi vlastitu inačicu Ak 5 (šve. Automatkarbin 5) koju u malim količinama koriste i švedska te norveška policija.
FN FNC su u konačnici usvojile belgijske oružane snage 1989. godine kao zamjenu za postojeću pušku FN FAL kalibra 7.62 mm nakon što je FNC nekoliko godina u malim količinama koristilo belgijsko pješaštvo.
Indonezijske zračne snage su 1982. kupile oko 10.000 pušaka a kasnije su dobile licencu kojom su proizvodili vlastite inačice za sve grane svoje vojske. Tako je domaći proizvođač oružja PT Pindad proizvodio puške Pindad SS1 (SS1-V1 i SS2-V2).

## Tehničke karakteristike
Sam mehanizam puške jako podsjeća na mehanizam AK-47 samo što je prilagođen naprednijem dizajnu i boljim metodama proizvodnje. Selektor paljbe nalazi se s lijeve strane puške te ima četiri postavke: S - zakočenost puške, 1 - poluautomatska paljba, 3 - rafalna paljba od tri metka i A - automatska paljba.
Na cijevi FNC-a se nalazi prigušivač vatre a na nju je moguće montirati i ispaliti granatu (eng. rifle grenade).
Puška koristi čelične okvire kapaciteta 30 metaka te je kompatibilna s okvirima iz američkih pušaka M16 i AR-15 (sustav STANAG 4179). Nakon što se ispali posljednji metak iz okvira, vijak ostaje zatvoren.
Kundak je lagan i proizveden od plastičnih materijala a tvrtka nudi i modele s fiksnim kundakom izrađenim od sintetike.
FN FNC ima čelični podesivi ciljnik gdje se prednji ciljnik može podesiti ovisno o željenoj elevaciji a stražnji ovisno o utjecaju vjetra. Postoje dva moda podesivosti i to: 200 i 450 metara, ovisno o udaljenosti mete. Na pušku se može naknadno montirati optika, npr. teleskopska optika Hensoldt FN4X.

## Pribor
Među standardnu opremu koja se isporučuje s puškom spada i bajuneta, npr. američka bajuneta M7. Tu je i remen dok puška može biti isporučena i s dvonošcem te blank-firing adaptorom.

## Inačice
FNC se proizvodi u dvije osnovne inačice: standardna puška i karabin. Inačice "Standard" Model 2000 (puška) i "Short" Model 7000 (karabin) zbog stabilizacije koriste teže belgijske metke SS109 dok inačice Model 0000 (puška) i Model 6000 koriste američke okvire M193.
U Švedskoj je u službi vojske i policije licencna inačica Ak 5 koju proizvodi tamošnja industrija oružja Bofors Ordnance (današnji BAE Systems Bofors). Puška je uvedena u službu 1985. nakon opsežnog istraživanja te je zamijenila prethodnika Ak 4 (lokalno proizvedena 7,62 mm kopija Heckler & Koch G3). Bofors Ordnance je proizvodio nekoliko inačica Ak 5, i to: Ak 5B (model opremljen s britanskim optičkim ciljnikom 4x SUSAT ali bez čeličnog ciljnika), Ak 5C (modularna karabinska inačica dizajnirana za kompatibilnost s različitim priborom) i Ak 5D (kompaktna inačica za vojnu posadu u vozilima).
FN Herstal je od poluautomatskih inačica ponudio samo one u karabinskoj izvedbi, poznate kao Law Enforcement (Model 7030) i Model 6040. Ti karabini imali su cijevi duljine 410 mm te mogućnost montiranja bajuneta i izbacivanja rifle granata.

## Korisnici
- Belgija: FN FNC je standardna automatska puška u belgijskoj vojsci te se koriste obje standardne i karabinske inačice (nazvane FNC M2 i FNC M3).[6][7]
- DR Kongo[8]
- Indonezija: 1982. je naručeno 10.000 pušaka[9] nakon čega je domaća vojna industrija počela licencno proizvoditi vlastiti model pod nazivom Pindad SS1.[10]
- Nigerija[8]
- Šri Lanka:[8] FN FNC je uveden u uporabu 1981. godine.[11]
- Švedska: industrija oružja Bofors Carl Gustav je na temelju licence proizvodila puške pod nazivom Ak 5[12] koje su u službi švedske vojske i policije.
- Tonga[8]
- Venezuela[8]